# Jacopo Sansovino
Jacopo d'Antonio Sansovino, původním jménem Jacopo Tatti (2. července 1486, Florencie – 27. listopadu 1570, Benátky) byl italský sochař a architekt. Představitel vrcholné renesance a manýrismu.

## Život
Vyučil se u sochaře Andrei Sansovina, jehož příjmení přijal. V roce 1505 odešel do Říma. Navrhl zde několik budov a pracoval pro papeže Julia II., pro nějž restauroval poškozené sochy a vytvořil kopii sousoší Laokoona.
V roce 1527 odešel do Benátek, kde založil sochařskou dílnu. Díky podpoře dóžete Andrei Grittiho se roku 1529 stal hlavním stavebním dozorcem a architektem Benátek a začal silně ovlivňovat jejich architektonickou podobu. Mezi jeho vrcholná díla patří knihovna Sv. Marka na náměstí Svatého Marka (1534–1554), dokončená Vincenzem Scamozzim v r. 1591. Jeho dalšími díly jsou Zecca (mincovna, 1537–1545), a Loggetta u Zvonice svatého Marka (1537–1549). Do výklenků této stavby vytvořil Sansovino čtyři bronzové sochy. Jeho občanské stavby Palazzo Corner a Palazzo Dolfini nebo obchodní budova Fabbriche Nuove di Rialto jsou stavěny v přísnějším stylu.  Připravil plány na výstavbu řady kostelů. V Benátkách bylo postaveno šest staveb, z nichž tři byly zničeny za Napoleonova tažení. K nejkrásnějším patří San Francesco della Vigna. 
Dostal nabídky pracovat pro francouzského krále Františka I. i anglického Jindřicha VIII., ale Benátky již nikdy neopustil.
V roce 1545 byl uvězněn, když se propadla střecha veřejné knihovny, na které v té době pracoval. Byl též odvolán ze svého úřadu. U soudu se však obhájil, zejména díky přímluvě Tiziana a Pietra Aretina, a tak byl propuštěn a roku 1549 se vrátil i do úřadu.